# Завод азотних добрив у Дум'яті
Завод азотних добрив у Дум'яті – підприємство єгипетської хімічної промисловості, споруджене у дельті Нілу в місті Дум'яті.
В 1990-х – на початку 2000-х в єгипетському секторі Середземного моря виявили значні запаси природного газу, що призвело до створення цілого ряду виробництв, орієнтованих на його використання. Одним з них став завод азотних добрив у Дум'яті, яким опікується створена у 1998 році Misr Fertilizers Production Company (MOPCO). 
Виробничі потужності заводу складаються із трьох однакових черг, які стали до ладу в 2008-му (перша) та 2015-му (друга і третя). Кожна з них здатна щодоби випускати 1200 тон аміаку та 1925 тон сечовини (номінальна річна потужність черги зазначається як 400 тисяч тон аміаку та 635 тисяч тон сечовини).
Майданчик заводу розташований на території портової зони, що полегшує експорт готової продукції. Довжина причальної стінки комплексу становить 900 метрів при глибинах біля причалу у 12 метрів.
Природний газ надходить до Дум’яту по газотранспортному коридору Ель-Гаміль – Ідку.
Первісно проект реалізовували державні компанії, проте у 2006-му для залучили іноземного інвестора в особі канадської компанії Agrium (в подальшому стала відома як Canadian Nutrien Ltd Company), що отримала 26% акцій MOPCO. В 2008-му почались профінансовані інвестором будівельні роботи, проте їм сильно перешкоджали протести місцевих мешканців, які висловлювали побоювання щодо негативного впливу заводу на екологію. У підсумку канадці подали позови до міжнародного арбітражу, проте в 2020-му сторони досягнули угоди про врегулювання, складовою якої був викуп єгипетським Міністерством фінансів акцій MOPCO, що належали канадцям.
В 2022-му компанія з Абу-Дабі Alpha Oryx та саудівська Saudi Egyptian Investment придбали 20% та 25% участі у MOPCO відповідно, при цьому одним з продавців виступило Міністерство фінансів. Іншими великими акціонерами є державні Egyptian Petrochemicals Holding (30,75%) та Egyptian Natural Gas Holding Co (7,62%).